# Holón (física)
Holón, del inglés hole: hueco (relacionado con hueco de electrón), también conocido como cargón  (del inglés chargon, proveniente de charge: carga, más el sufijo -on), para partículas, es una de las tres cuasipartículas, junto con los espinones y los orbitones, en las cuales los electrones de los sólidos pueden dividirse durante el proceso de separación de la carga de espín, cuando están extremadamente confinados en temperaturas cercanas al cero absoluto. El electrón siempre se puede considerar teóricamente como un estado unido de los tres, en el cual el espinón conduce el giro del electrón, el orbitón determina la ubicación orbital y el holón porta la carga, pero en ciertas condiciones pueden desconfinarse y comportarse como partículas independientes. 

## Visión general
Los electrones, al ser fermiones, se repelen entre sí debido al principio de exclusión de Pauli. Como resultado, para pasar el uno al otro en un ambiente extremadamente concurrido, están obligados a modificar su comportamiento. La investigación publicada en julio de 2009 por la Universidad de Cambridge y la Universidad de Birmingham en Inglaterra demostró que los electrones podrían saltarse unos a otros mediante túneles cuánticos. Para hacerlo se separarán en dos partículas, llamadas espinones y holones por los investigadores.